# Kazimiera Maleczyńska
Kazimiera Maleczyńska (ur. 25 października 1925 we Lwowie, zm. 29 października 2010) – polska bibliotekoznawczyni i historyk papiernictwa.

## Życiorys
Córka historyków Ewy i Karola Maleczyńskich, urodzona 25 października 1925 r. we Lwowie. Od 1945 r. studiowała historię i romanistykę na Uniwersytecie Jagiellońskim, ale ukończyła je na Uniwersytecie Wrocławskim. Od 1946 r. pracowała we wrocławskiej Bibliotece Uniwersyteckiej, dzięki czemu zajęła się bibliotekoznawstwem, historią papieru i papiernictwa.
W 1954 r. opublikowała pierwszy artykuł dot. historii papiernictwa. Pracę doktorską obroniła sześć lat później u prof. Stefana Inglota. W tym samym roku przeniosła się do Katedry Bibliotekoznawstwa Uniwersytetu Wrocławskiego, a w następnej dekadzie podjęła badania nad dziejami bibliotek prywatnych w Polsce. Habilitację uzyskała w 1968 r., trzy lata później otrzymała posadę docenta, w 1982 r. tytuł profesora nadzwyczajnego, a w 1990 r. została profesorem zwyczajnym. W latach 1977–1981 i 1990–1991 była dyrektorem Instytutu Bibliotekoznawstwa, a w latach 1981–1996 kierowała Zakładem Teorii i Historii Książki. Na emeryturę przeszła w 1996 roku.
Autorka około 100 prac, 8 książek w tym syntezy Książki w Polsce okresu zaborów. Promotorka 9 prac doktorskich. W latach 1981–1995 była redaktorką naczelną „Roczników Bibliotecznych”. Członek Wrocławskiego Towarzystwa Naukowego i Polskiego Towarzystwa Bibliologicznego, przewodnicząca Komisji Bibliologii i Bibliotekoznawstwa WTN.

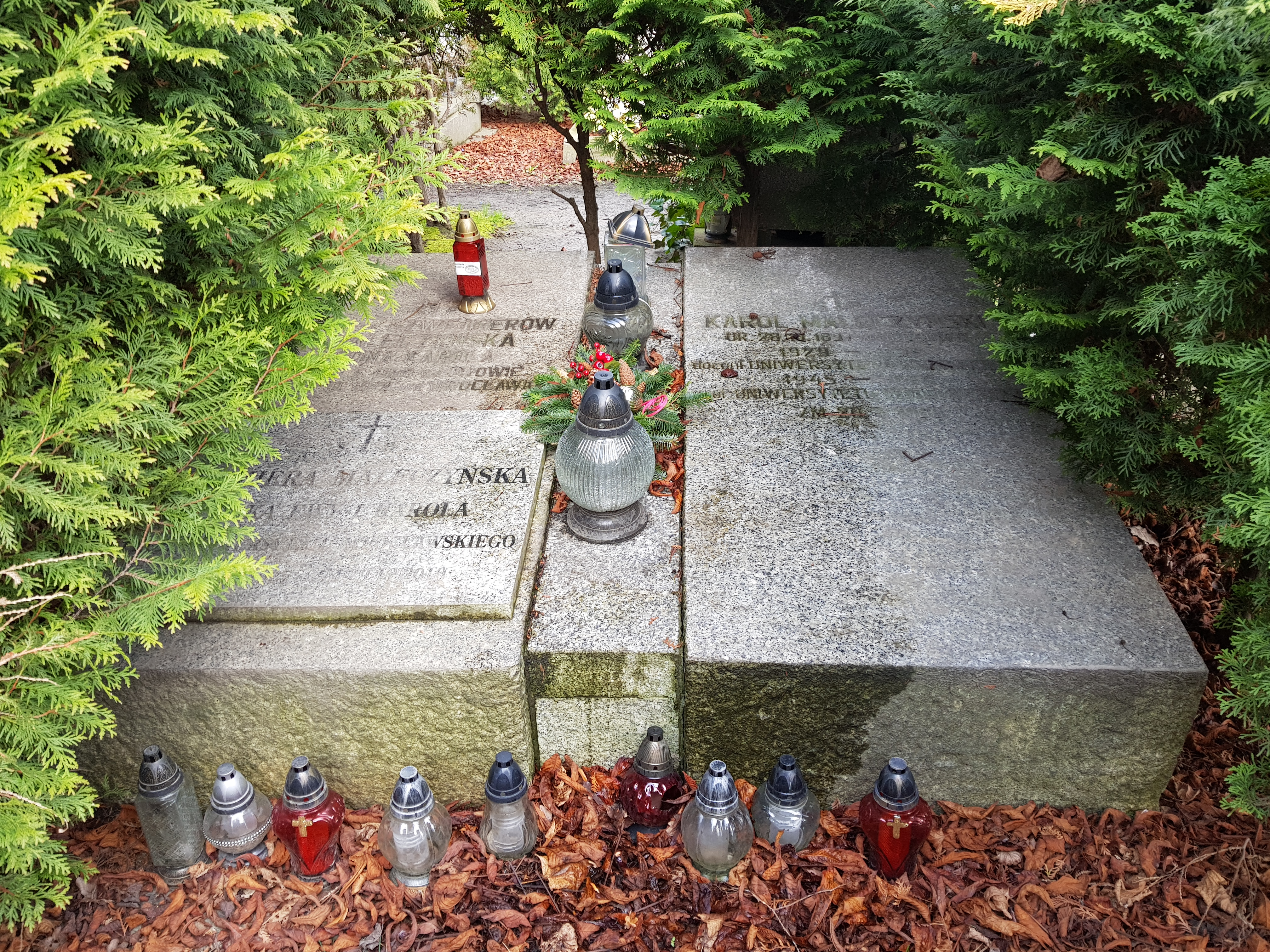
Grób rodziny Maleczyńskich na Cmentarzu Osobowickim we Wrocławiu

Zmarła 29 października 2010 r. i została pochowana na Cmentarzu Osobowickim we Wrocławiu.